# 新栄駅
新栄駅（しんえいえき）は湖北省武漢市江岸区に位置する武漢地下鉄1号線の駅である。

## 利用可能な鉄道路線
- 武漢地下鉄
  - ■1号線

## 歴史
- 2010年7月29日 - 1号線開通。

## 隣の駅
武漢地下鉄
■1号線
堤角駅 - 新栄駅 - 丹水池駅
座標: 北緯30度39分25秒 東経114度20分05秒 / 北緯30.656816度 東経114.334642度